# فيل لويد
فيل لويد (بالإنجليزية: Phil Lloyd)‏ (26 ديسمبر 1964 في المملكة المتحدة - ) هو لاعب كرة قدم بريطاني في مركز الدفاع. لعب مع نادي بارنسلي ونادي توركي يونايتد ونادي ميدلزبره وElmore F.C. ‏ ودارلينجتون إف سى.